# Gloeophyllaceae
Gloeophyllaceae Jülich, 1982 è una famiglia di funghi basidiomiceti appartenente all'ordine Gloeophyllales.

## Tassonomia
Il genere tipo è Gloeophyllum (Wulfen) P. Karst., 1882. Gli altri generi compresi sono:
- Bonia
- Boreostereum
- Campylomyces
- Chaetodermella
- Mycobonia
- Mycothele
- Osmoporus
- Veluticeps